# 黑石渡镇
黑石渡镇，是中华人民共和国安徽省六安市霍山县下辖的一个乡镇级行政单位。

## 行政区划
黑石渡镇下辖以下地区：
黑石渡社区、柳树店村、杜家冲村、戴家河村、新店河村、印墩冲村、朱家畈村、黄家畈村和清潭沟村。